# کارنز (تنسی)
کارنز (به انگلیسی: Karns) یک منطقهٔ مسکونی در ایالات متحده آمریکا است که در شهرستان ناکس، تنسی واقع شده‌است.